# Dolmen de la Combe de l’Ours

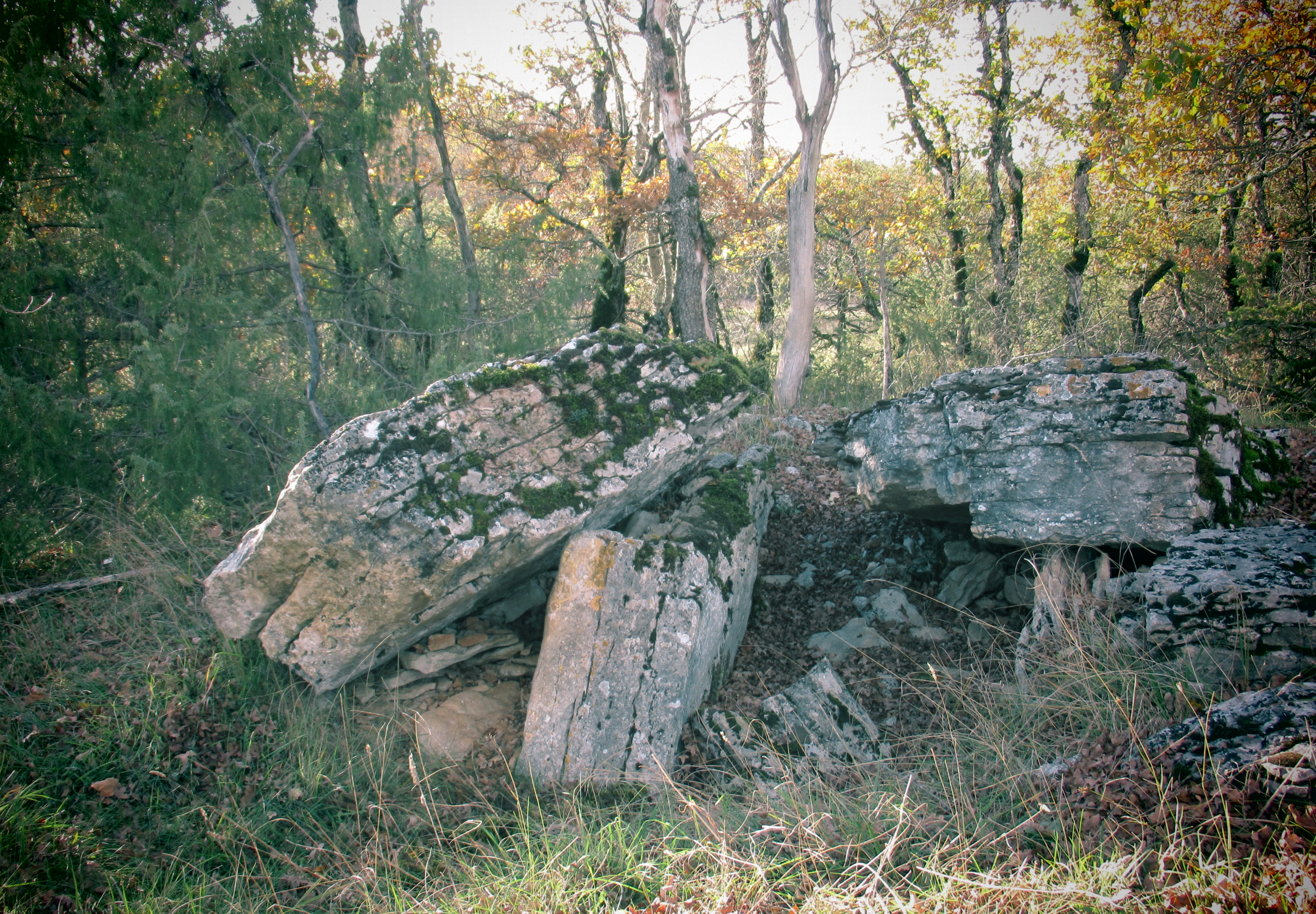
Dolmen Combe Ours

Die Dolmen de la Combe-de-l’Ours sind zwei Dolmen in Montbrun im Département Lot in Frankreich. Sie stehen  nahe der Gemeindegrenze zu Gréalou und sind nicht zu verwechseln mit dem Dolmen des Aguals, der ebenfalls als Dolmen Combe de l’Ours bezeichnet wird und sich wenige Meter jenseits der Grenze in Gréalou befindet.

## Dolmen 1
Dolmen 1 liegt am Rande des Tals (Lage). Der runde Tumulus hat einen Durchmesser von etwa 15,0 Metern.
Dolmen 1 (Maße)
- Rechter Orthostat: 2,4 × 0,18 × 0,95 m – in der Mitte gebrochen
- Linker Orthostat: 3,2 × 0,25 × 1,25 m
- Endplatte: 1,4 × 0,1 × 0,65 m

## Dolmen 2
Dolmen 2 liegt ebenfalls am Rande des Tals (Lage). Der runde Tumulus hat einen Durchmesser von etwa 11,0 Metern.
Dolmen 2 (Maße)
- Der in mehreren Stücke zerbrochene Deckstein ist 0,45 m dick
- Rechter Orthostat: 2,6 × 0,2 × 0,8 m
- Linker Orthostat: 2,45 × 0,35 × 0,75 m
- Endplatte: 1,5 × 0,15 × 1,0 m

In der Nähe liegen der Dolmen de Ganil und die Dolmen von Verdier.